# 台灣LGBT組織列表
台灣LGBT組織列表，列舉台灣的LGBT組織。

## 組織

### 非營利組織
- 台灣同志諮詢熱線
- 台灣同志人權協會
- 台灣性別人權協會
- 彩虹平權大平台
- 台灣性別不明關懷協會
- 拉拉資推工作室
- 中部同心圓
- 臺灣青少年性別文教會
- 邊緣同志口述歷史工作小組
- 台灣同志家庭權益促進會
- 台灣伴侶權益推動聯盟
- 邊緣同志口述歷史工作小組（老年同志小組）
- 台灣原住民同志聯盟
- G大調男聲合唱團

### 宗教組織
- 同光同志長老教會
- 真光福音教會

### 校園同志社團

#### 大學
| 校名             | 社團                | 創社時間 | 備註                               |
| ---------------- | ------------------- | -------- | ---------------------------------- |
| 國立臺灣大學     | 男同性戀社 GayChat  | 1994年   |                                    |
| 國立臺灣大學     | 浪達社              | 1994年   |                                    |
| 國立政治大學     | 陸仁賈              |          |                                    |
| 國立中山大學     | 性別友善社          | 2010年   |                                    |
| 國立成功大學     | TO‧拉酷             |          |                                    |
| 國立中正大學     | 酷斯拉社            | 2009年   |                                    |
| 國立中興大學     | 性別文化研究社      |          |                                    |
| 國立東華大學     | 同伴社 Rainbow Kids | 2010年   |                                    |
| 國立臺灣師範大學 | 性壇社              | 2009年   |                                    |
| 國立高雄師範大學 | 高師大彩虹獨角社    | 2000年   | 原名同志文化研究社，於2019年更名。 |
| 國立彰化師範大學 | 性酷社              |          |                                    |
| 國立臺灣海洋大學 | 海洋酷兒            |          |                                    |
| 國立臺北教育大學 | 同鬩社              | 2010年   |                                    |
| 高雄醫學大學     | 巴塞拉性別友善社    | 2017年   |                                    |
| 淡江大學         | 同進社              | 2015年   |                                    |
| 東海大學         | 同伴社              | 2011年   |                                    |
| 東吳大學         | 同志合作社          |          |                                    |
| 中國文化大學     | 性别研究社          | 2013年   |                                    |
| 天主教輔仁大學   | 性/別研究社         |          |                                    |
| 逢甲大學         | 性別友善社          |          |                                    |
| 靜宜大學         | 異同夢想社          | 2012年   | 2022年停辦                         |
| 亞洲大學         | 百性社              |          |                                    |
| 南華大學         | 彩虹平道            | 2011年   |                                    |
| 致理技術學院     | 雙向緣社            |          | 2017年結束營運。                   |
| 中國醫藥大學     | 性／別社            |          |                                    |
| 玄奘大學         | 性別驕傲社          |          |                                    |
| 樹德科技大學     | 拉酷子              |          |                                    |
| 銘傳大學         | 優客社              |          |                                    |
| 中原大學         | 性別研究社          |          |                                    |
| 世新大學         | 飛魚社              | 2008年   |                                    |

#### 大專院校
| 校名                 | 社團           | 創社時間 | 備註 |
| -------------------- | -------------- | -------- | ---- |
| 馬偕醫護管理專科學校 | 馬偕性別友善社 | 2022年   |      |

#### 高中
| 校名         | 社團     | 創社時間 | 備註 |
| ------------ | -------- | -------- | ---- |
| 國立彰化高中 | 幸福會社 |          |      |

## 活動
- 校園同志甦醒日（GLAD）
- 台北同玩節
- 台北同志遊行
- 高雄同志遊行
- 花東彩虹嘉年華
- 台南彩虹遊行
- Adju阿督音樂節
- 宜蘭驕傲大遊行
- 嘉義彩虹生活節
- 台中同志遊行聯盟

## 注脚
1. ↑  由G*ours及拉友會兩個地下社團聯合成立的正式社團。

## 外部連結
- 青年文化十年記：同志運動[永久]。鄭尹真整理。Hosted by Inertiawiki。
- 中部同心圓網站 （页面存档备份，存于）
- BI THE WAY （页面存档备份，存于）
- 邊緣同志口述歷史工作小組的源由及其發展 （页面存档备份，存于）
- KKCity5466[永久]站有一個以討論新竹小組議題為主的板。板名為pridesenior。
- 官方blog：
  - 新竹小組 （页面存档备份，存于）
  - 臺灣青少年性別文教會 （页面存档备份，存于）